# 托尔夸托·费尔南德斯-米兰达
托尔夸托·费尔南德斯-米兰达（西班牙語：Torcuato Fernández-Miranda y Hevia，1915年11月10日—1980年6月19日），是一位西班牙律师、法学家。他作为胡安·卡洛斯王子的政治导师，在西班牙由佛朗哥时期向自由民主国家过渡的这一进程中发挥了重要作用。1980年，他在前往伦敦旅行时突发心脏病去世。